# Dion Dublin
Dion Dublin, né le 22 avril 1969 à Leicester, est un footballeur anglais jouant de la fin des années 1980 à la fin des années 2000. 
Il évolue principalement au poste d'attaquant mais doté d'une capacité d'adaptation particulièrement importante il a occupé depuis avec succès des postes variés principalement celui de défenseur central. Lors de son passage à Coventry, il a formé un trident d'attaque redouté avec Darren Huckerby et Noel Whelan. Il est également international anglais avec 4 sélections.
Après sa carrière sportive, il se reconvertit en 2015 en tant que présentateur dans l'émission britannique Homes Under the Hammer. 

## Carrière
- 1987-1988 : Norwich City ( Angleterre).
- 1988-1992 : Cambridge United ( Angleterre).
- 1992-1994 : Manchester United ( Angleterre).
- 1994-1998 (nov.) : Coventry City ( Angleterre).
- 1998 (nov.) -2004 : Aston Villa ( Angleterre).
  - (prêté) 2002 (mar.)-2002 (avr.) : Millwall ( Angleterre).
- 2004-2006 (jan.) : Leicester City ( Angleterre).
- 2006 (jan.)- : Celtic Glasgow ( Écosse).
- 2006 (sept.)-2008 : Norwich City ( Angleterre)[2].

## Palmarès
- Champion d'Angleterre en 1993 avec Manchester United (par dérogation)
- Champion d'Angleterre de D3 en 1991 avec Cambridge
- Vainqueur de la Coupe Intertoto en 2001 avec Aston Villa
- Finaliste de la Coupe d'Angleterre en 2000 avec Aston Villa
- Champion d'Écosse en 2006 avec le Celtic FC
- Vainqueur de la Coupe de la Ligue d'Écosse en 2006 avec le Celtic FC
- Meilleur buteur du championnat d'Angleterre en 1998 (18 buts avec Coventry)